# Aleiphaquilon myrmex
Aleiphaquilon myrmex är en skalbaggsart som beskrevs av Dilma Solange Napp och Martins 1984. Aleiphaquilon myrmex ingår i släktet Aleiphaquilon och familjen långhorningar. Inga underarter finns listade i Catalogue of Life.